# Bernard Gheur
Compléments
- prix Marcel Thiry
prix des lycéens en 2013
Bernard Gheur est un journaliste, romancier et nouvelliste belge né le 18 février 1945  à Liège.
En tant que journaliste, il reçoit en 2007 avec Didier Caudron le prix du Parlement belge pour ses reportages sur l'immigration italienne en Wallonie.

## Biographie
Né le 18 février 1945, il est le fils d'un armateur fluvial né au Canada. Il se passionne très tôt pour le cinéma. Au collège, il réalise avec ses amis des films de format réduit. Études de droit à l'Université de Liège, de journalisme à l'U.L.B., François Truffaut l'encourage à écrire des romans et le cinéaste sera le premier lecteur de ses premiers manuscrits. Il travaille, depuis 1972, dans la presse quotidienne liégeoise.

## Œuvres
- Le Testament d'un cancre, Paris, Albin Michel, 1970, 187 p. (BNF 35220024)[2]
- La Scène du baiser, Bruxelles, Belgique, Éditions Le Cri, coll. « Collection romanesque », 1982, 150 p. (BNF 34888584)
- Retour à Calgary, Paris, ACE éditions, 1985, 192 p.  (ISBN 2-86664-034-9)
- Le Lieutenant souriant, Paris, Éditions Renaudot et Cie, 1990, 191 p.  (ISBN 2-87742-036-1)[3]

rééd., Namur, Belgique, Éditions Mijade, coll. « Espace nord Zone J : 15 »,2015, 191 p.  (ISBN 978-2-87423-090-5)
- « Les jeudis de Coronmeuse » in col., Il était douze fois Liège, Liège, Belgique, Éditions Mardaga, coll. « Beaux Arts Litt », 1995, 246 p.  (ISBN 978-2-8021-0030-0)
- « Tours d'enfance » in coll, La Bande originale, Ottignies, Belgique, Éditions Quorum, coll. « Le point du jour », 1996, 175 p.  (ISBN 2-930014-69-5)
- « Mes années Jazz » in Bernard Gheur, Marie-Laure Béraud, Daniel Fano, Au fil du temps, Bordeaux/ Paris, France, Éditions Le Castor Astral, coll. « Escales du Nord », 1999, 226 p.  (ISBN 2-85920-382-6)
- Nous irons nous aimer dans les grands cinémas, Bruxelles, Belgique, Éditions Labor, 2004, 236 p.  (ISBN 978-2-8040-1880-1)
- Promenades liégeoises avec Bernard Gheur, col., Liège, Belgique, Éditions du Céfal, 2005, 120 p.  (ISBN 978-2-87130-206-3)[4]
- Les Étoiles de l'aube, Neufchateau, Belgique, Weyrich Édition, coll. « Plume du coq », 2011, 340 p.  (ISBN 978-2-87489-117-5)[5]

- prix Marcel Thiry 2012
- prix des lycéens de Littérature 2013